# Bogdan Żurek
Bogdan Żurek (ur. 4 marca 1956 w Ząbkowicach Śląskich, zm. 23 lipca 1999) – polski działacz związkowy, inżynier, poseł na Sejm III kadencji.

## Życiorys
Ukończył w 1980 studia na Wydziale Metalurgicznym Politechniki Śląskiej. Był działaczem NSZZ „Solidarność”, pracował w Hucie Katowice. W 1997 został wybrany posłem na Sejm III kadencji z ogólnopolskiej listy wyborczej Akcji Wyborczej Solidarność. Zmarł w trakcie trwania kadencji.